# Museo Pierides
El Museo Pierides es un museo arqueológico en Lárnaca, Chipre, fue fundado por la Fundación Pierides, y es el museo privado más antiguo del país.

## Edificio
El museo está ubicado en una villa de estilo neocolonial construida en 1825 y habitada por la familia diplomática Pierides. Sirvió como consulado para el Imperio Alemán, Austria, Estados Unidos e Inglaterra. Declarado Museo desde 1974 por la Fundación del mismo nombre ha sido financiado en gran medida por el Banco Popular de Chipre desde 2000.

## Colección
El Museo alberga las colecciones que la familia Pierides ha acumulado durante varias generaciones. En cinco salas y el corredor, muestra hallazgos arqueológicos de la zona alrededor de Lárnaca desde el Neolítico a través de la antigüedad hasta la Edad Media. Predominan los hallazgos de cerámica. También se muestran grabados históricos de Chipre. Las exhibiciones de cerámica incluyen productos importados de las regiones alrededor de Chipre, así como productos chipriotas, especialmente en el estilo de campo libre kypro-geométrico (aprox. 700 a 475 a. C.).
Desde 2018 alberga también la Lárnaca Biennale, con obras de arte contemporraneo.

#### Salas
- Sala 1: Hallazgos prehistóricos de aproximadamente 7000 a 475 a. C. Chr.

- Sala 2: Hallazgos desde la época arcaica hasta la romana, aprox.750 a. C. A. C. al 395 d. C.

- Sala 3: Cartografía desde el período veneciano hasta el final de la ocupación británica, aproximadamente de 1489 a 1960 d. C.

- Sala 4: Vidrio helenístico y romano, aprox.325 a. C. A. C. al 395 d. C.

- Sala 5: Cerámica de Franconia, aprox. 1191 a 1489 d. C.

## Galería

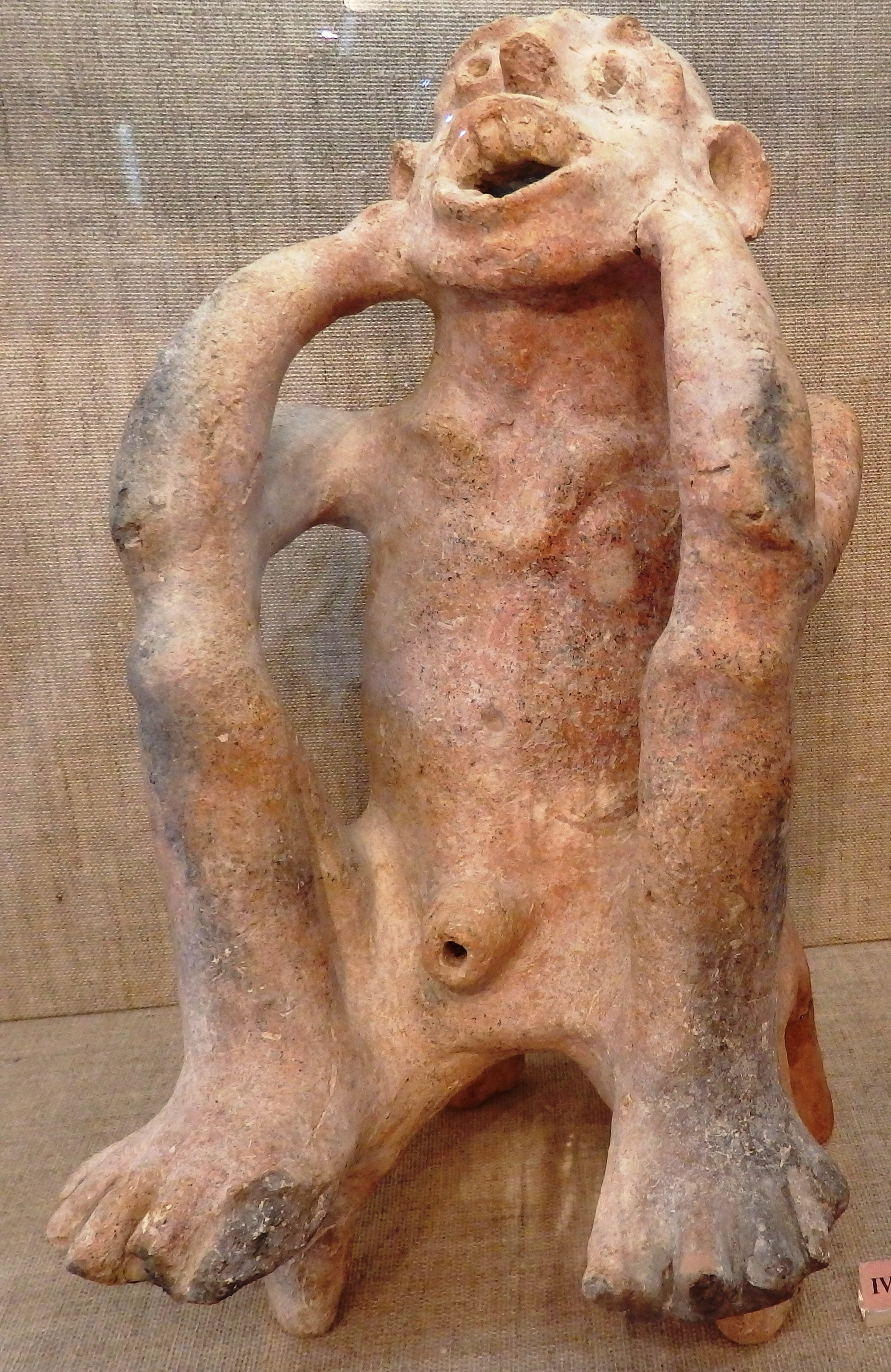
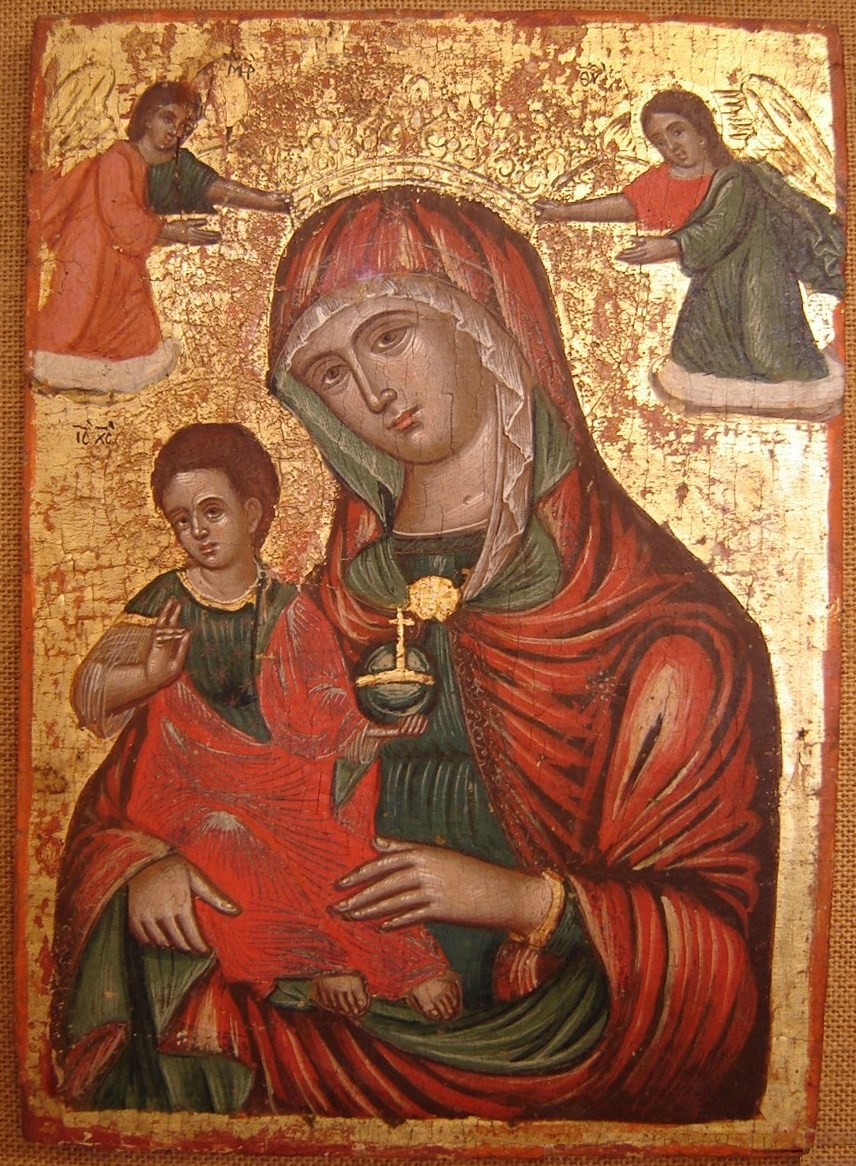
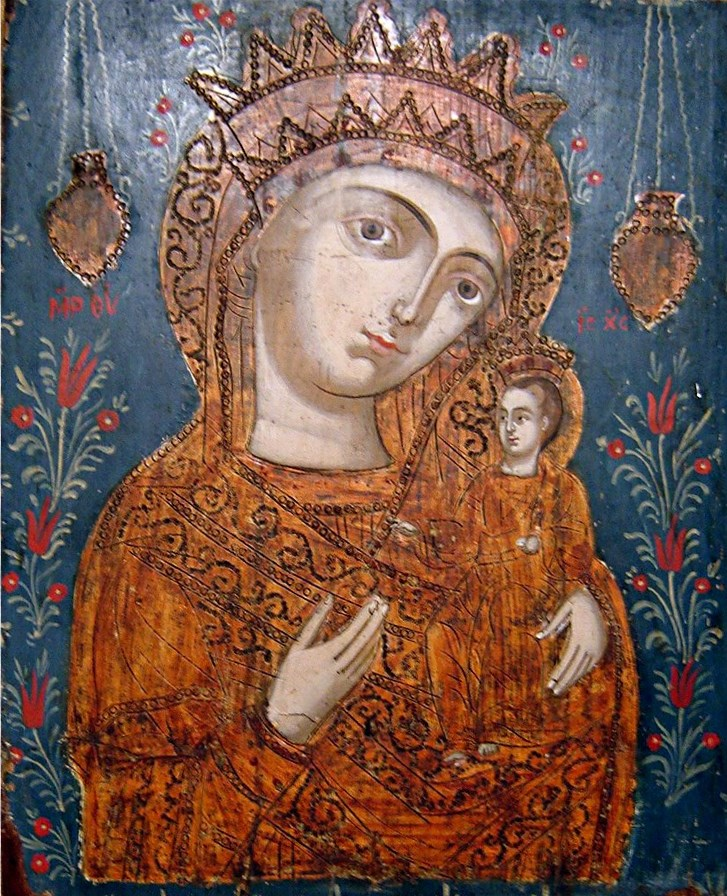
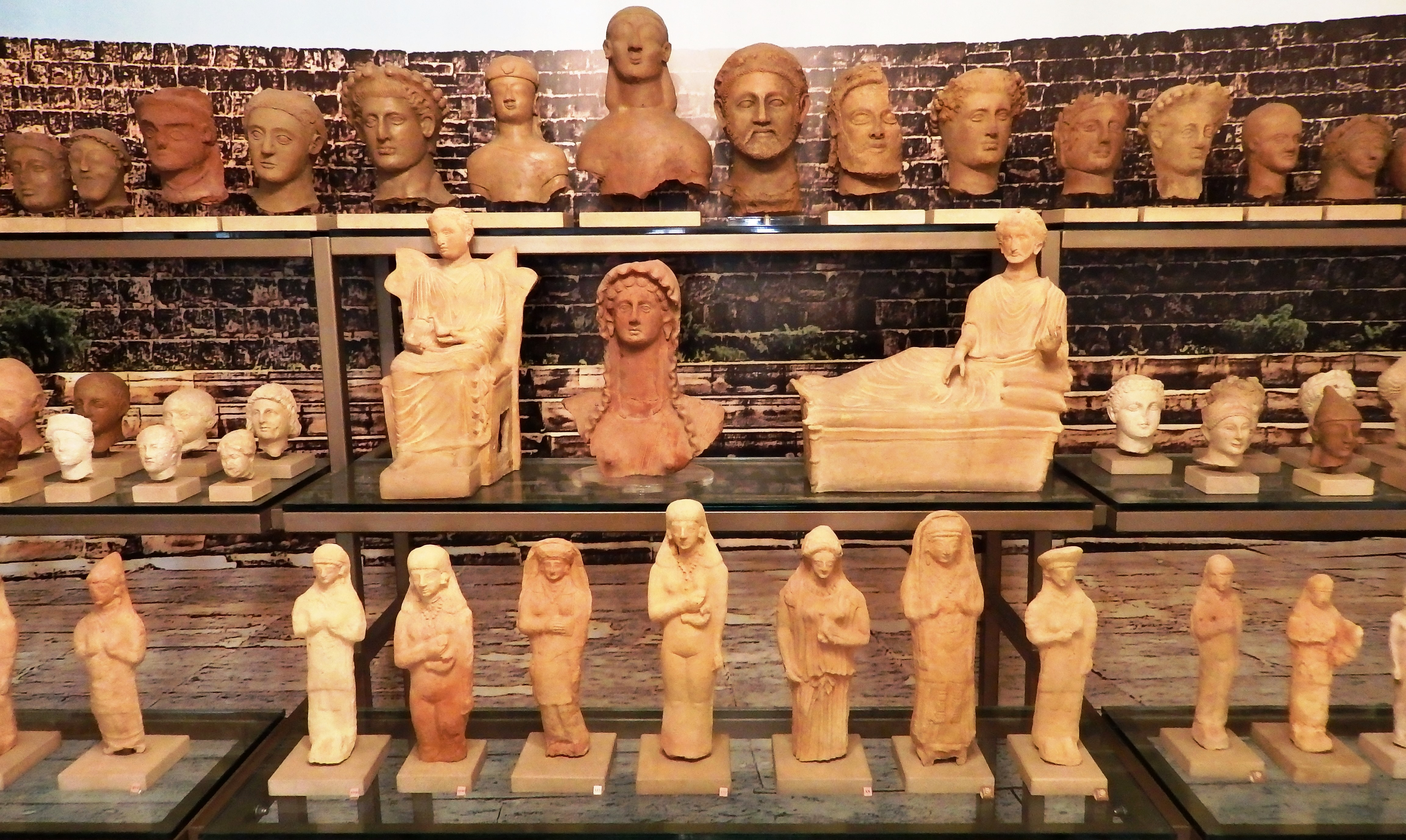
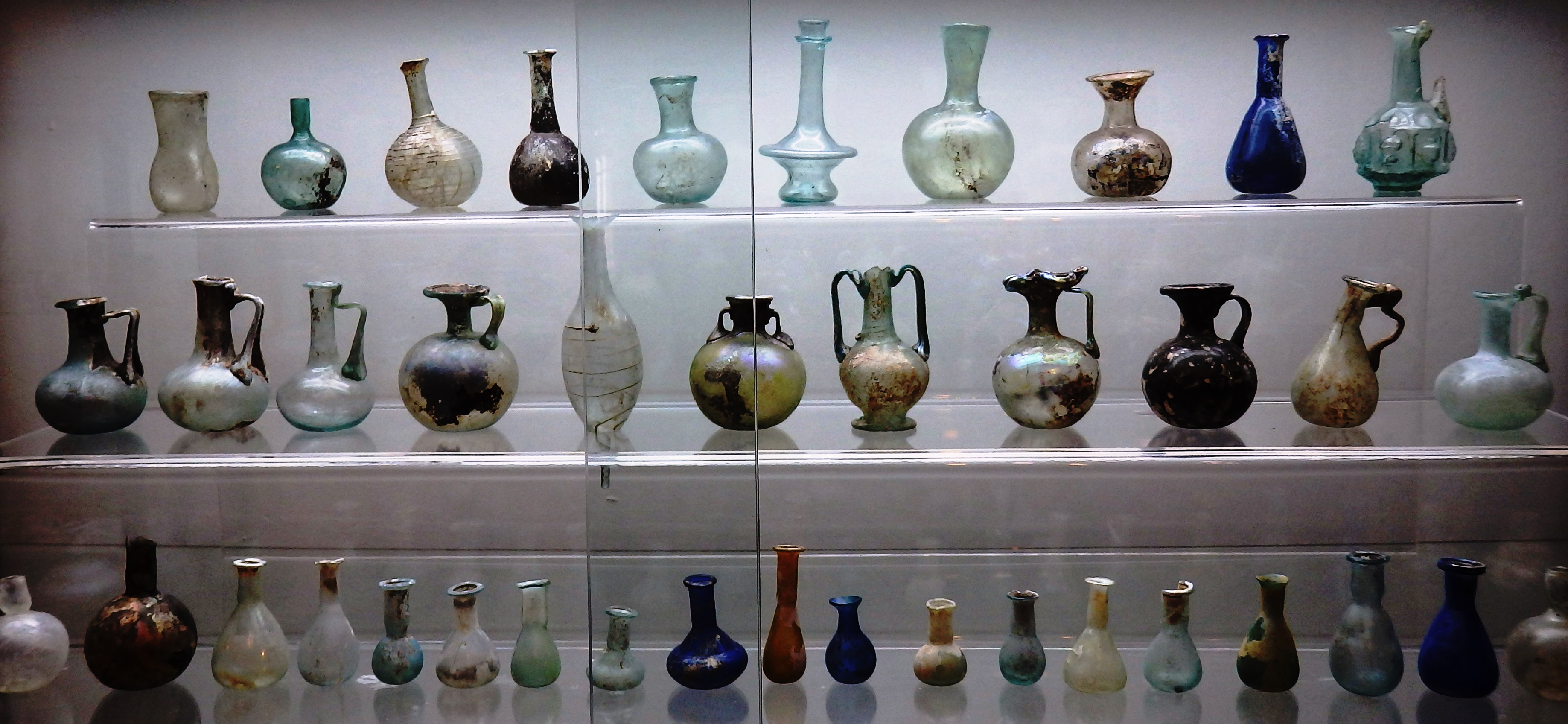